# Goneplax
Goneplax is een geslacht van kreeftachtigen uit de klasse van de Malacostraca (hogere kreeftachtigen).

## Soorten
- Goneplax barnardi (Capart, 1951)
- Goneplax clevai Guinot & Castro, 2007
- Goneplax rhomboides (Linnaeus, 1758)
- Goneplax sigsbei (A. Milne-Edwards, 1880)